# Stenichneumon maculiceps
Stenichneumon maculiceps là một loài tò vò trong họ Ichneumonidae.